# Passiflora arbelaezii
Passiflora arbelaezii  je biljka iz porodice Passifloraceae. Domovina joj je istočna Nikaragva i zapadna Kolumbija. Ime je dobila u čast Enriquea Péreza Arbeláeza, koji je skupljao biljke. Prvi ju je opisao Antonio Lorenzo Uribe Uribe 1957. godine

## Vanjske poveznice
|  | Zajednički poslužitelj ima stranicu o temi Passiflora arbelaezii    |
|  | Zajednički poslužitelj ima još gradiva o temi Passiflora arbelaezii |
|  | Wikivrste imaju podatke o taksonu Passiflora arbelaezii             |